# Bruno Martini (trampolinista)
Bruno Martini é um trampolinista do Brasil.
Representou o Brasil em 2 Jogos Mundiais. Em 2009, terminou na oitava posição. E em 2013, foi medalhista de ouro.
| “ | “Já tinha a experiência de ter participado de uma edição (de Jogos Mundiais), mas acima de tudo eu estava muito confiante. Sabia que se acertasse meus saltos, conquistaria medalha. E sendo ela de ouro, foi bom demais. Ser campeão, e ouvir o hino nacional tocando é uma emoção indescritível.” | ” |

## Conquistas
- 2011 - Medalha de ouro no duplo mini-trampolim do Campeonato Mundial de Ginástica de Trampolim[3]
- 2013 - Medalha de ouro nos Jogos Mundiais (duplo mini-trampolim)[4]